# (73147) 2002 GS98
(73147) 2002 GS98 – planetoida z pasa głównego asteroid okrążająca Słońce w ciągu 4,26 lat w średniej odległości 2,63 j.a. Odkryta 10 kwietnia 2002 roku.